# 504 (szám)
Az 504 (római számmal: DIV) egy természetes szám.

## A szám a matematikában
A tízes számrendszerbeli 504-es a kettes számrendszerben 111111000, a nyolcas számrendszerben 770, a tizenhatos számrendszerben 1F8 alakban írható fel.
Az 504 páros szám, összetett szám, kanonikus alakban a 23 · 32 · 71 szorzattal, normálalakban az 5,04 · 102 szorzattal írható fel. Huszonnégy osztója van a természetes számok halmazán, ezek növekvő sorrendben: 1, 2, 3, 4, 6, 7, 8, 9, 12, 14, 18, 21, 24, 28, 36, 42, 56, 63, 72, 84, 126, 168, 252 és 504.
Erősen bővelkedő szám: osztóinak összege nagyobb, mint bármely nála kisebb pozitív egész szám osztóinak összege. Félmeandrikus szám.
Az 504 négyzete 254 016, köbe 128 024 064, négyzetgyöke 22,44994, köbgyöke 7,95811, reciproka 0,0019841. Az 504 egység sugarú kör kerülete 3166,72539 egység, területe 798 014,79949 területegység; az 504 egység sugarú gömb térfogata 536 265 945,3 térfogategység.